# 第17届中国金鸡百花电影节
第17屆金雞百花電影節于2008年10月14日至10月17日在中國遼寧省大連市舉行，本屆電影節形象大使為遼寧籍電影演員余男， 吉祥物是『酷樂』和『酷啦咪』。

## 參展影片

### 國產新片推介
本年有33部中國國產新片參加電影節的推介活動：
- 《踩橋》
- 《第一軍規》
- 《俄瑪之子》
- 《金山》
- 《麻辣母女》
- 《我堅強的小船》
- 《5·12汶川不相信眼淚》
- 《皮影王》
- 《明星夢》
- 《有了心思你慢慢來》
- 《這兒是香格里拉》
- 《天那邊》
- 《真功夫之奧運在我家》
- 《網絡媽媽》
- 《女兒船》
- 《共產兒童團的戰鬥》
- 《你要什麽》
- 《超強颱風》
- 《武術之少年行》
- 《葫蘆兄弟》
- 《前方、後方》
- 《野蠻的溫柔》
- 《1級紅色預警》
- 《我堅強的小船》
- 《紅肚兜》
- 《大廚小兵》
- 《我是小兵》
- 《你是天使》

### 金雞國際影展
本屆國際影展共有18部電影參加展映：
| 中文片名           | 原片名            | 導演             | 出品國家及地區 |
| ------------------ | ----------------- | ---------------- | -------------- |
| 黑色大麗花         | The Black Dahlia  | 布莱恩·德·帕尔玛 | 美国 和 德国   |
| 保姆日記           | The Nanny Diaries | 莎里·斯宾厄·伯曼 | 美国           |
| 入殓师             | Departures        | 泷田洋二郎       | 日本           |
| 隨夢而行           | Be With Dream     | 木村威夫         | 日本           |
| 我在政府部門的日子 | Just Follow Law   | 梁智强           | 新加坡         |
| 老師嫁老大         | Ah Long Pte Ltd   | 梁智强           | 新加坡         |

## 獲獎名單
本屆電影節頒發的是第29屆大眾電影百花獎：
- 最佳故事片：《集結號》
- 優秀故事片：《雲水謠》《隱形的翅膀》
- 最佳導演：馮小剛（《集結號》）
- 最佳男主角：張涵予（《集結號》）
- 最佳女主角：李冰冰（《雲水謠》）
- 最佳男配角：鄧超（《集結號》）
- 最佳女配角：歸亞蕾（《雲水謠》）
- 最佳新人：雷慶瑤（《隱形的翅膀》）
- 金雞獎終身成就獎：袁乃晨、陳強

## 外部連結
- 官方網站
- 新浪專題 （页面存档备份，存于）